# Démarche design
La démarche design, ou conception créative (en anglais : design thinking, littéralement « penser le design »), est une méthode de gestion de l'innovation élaborée à l'université Stanford aux États-Unis dans les années 1980 par Rolf Faste.
Cette méthode, qui se veut une synthèse entre pensée analytique et pensée intuitive, relève du design collaboratif, pratique du design qui implique les usagers dans un processus de co-créativité.

## Trois approches
Une démarche design comporte plusieurs étapes, dont le nombre varie en fonction des auteurs.
Les sept étapes initiales échafaudées par Rolf Faste (en), professeur de design à l'université Stanford en Californie sur la base des travaux de Robert McKim sont : définir, rechercher, imaginer, prototyper, sélectionner, implémenter, apprendre).
Elles sont amenées à cinq par Jeremy Gutsche du site Trendhunter (définir, imaginer, synthétiser, prototyper, tester), puis à trois par Tim Brown, patron de la société IDEO : inspiration, imagination, mise en œuvre ou implementation,.

### Approche en cinq étapes selon la d.school

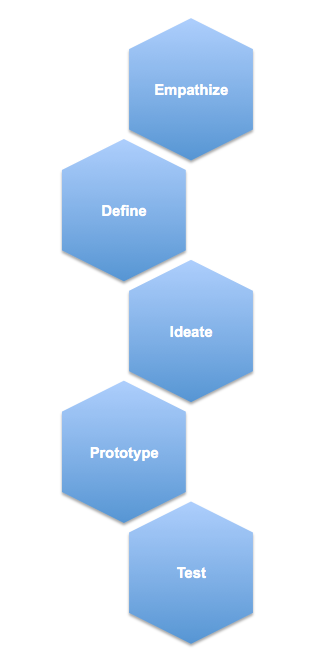
Construction d'une démarche design selon la d.school.

La d.school de l'université Stanford définit cinq étapes qui s'enchaînent logiquement mais ne doivent pas être prises comme un processus linéaire : on peut et doit faire plusieurs cycles, revenir à l'empathie pendant qu'on prototype, etc..

#### Comprendre le client
Cette étape consiste à interroger le client intéressé en se mettant en empathie avec lui. Il s'agit d'établir ce qu'il fait, pense, ressent et dit et d'obtenir une phrase du type « l'intéressé » a besoin de « quelque chose » en raison d'« autre chose ».

#### Définir le problème
Cette étape vise à mettre en place un « bon point de vue » :
- cadre du problème ;
- inspiration pour l'équipe ;
- référentiel d'évaluation de la pertinence des idées ;
- parallélisation des prises de décision de l'équipe ;
- établissement des « Comment pourrait-on... ».

#### Trouver la solution
Cette phase est celle de la production d'idées, au moyen de techniques comme le remue-méninges (brainstorming).

#### Prototyper sa solution
Étape clef, le prototypage permet :
- de gagner en empathie par identification avec l'utilisateur ;
- d'explorer des options ;
- de réaliser des tests ;
- d'inspirer les autres membres de l'équipe.

#### Tester sa solution
Cette phase permet d'avoir un retour de l'utilisateur et d'affiner le « bon point de vue ».

## Emplois
Apparue à la fin du XXe siècle, la notion de design thinking s'affirme et gagne en popularité. Des domaines comme le commerce, l’éducation, la santé ou l’économie solidaire ont recours depuis plusieurs années à cette méthode de résolution des problèmes et de gestion des projets d’innovation centrée sur les usagers. Le public est à la base de ce processus et les problèmes sont envisagés comme des occasions d’amélioration et de progrès.

### Bibliothèques
La bibliothèque saisit les possibilités d'une approche design. Une démarche design est appliquée, tout d’abord, à la bibliothéconomie universitaire. Ultérieurement, il s’adresse aux bibliothèques publiques et aux médiathèques.
Les bibliothécaires peuvent trouver le cadre de réflexion d'une démarche design familier, car le design de l’expérience utilisateur, appelé également design UX, et la démarche design se croisent en ce qui concerne « les interactions des utilisateurs avec les perceptions des espaces et des services physiques et numériques pour fournir des solutions fondées sur des preuves ».
Il y a quatre catégories de projets en bibliothèque auxquels une démarche design peut s’appliquer : les programmes d’activité, les services, les espaces, les structures et les organisations.
Une démarche design en bibliothèque place le lecteur au cœur de l'innovation. La méthode consiste à rencontrer des gens pour comprendre leurs besoins, ensuite à fabriquer des prototypes-solutions aux besoins, qui sont ultérieurement testés et améliorés. « Le design thinking laisse une place plus grande à l’expérimentation que les autres méthodes habituellement employées en bibliothèque. »
Grâce à la démarche design, les bibliothécaires ne sont plus à la recherche d'une solution parfaite, ils défendent plutôt le développement d'une solution efficace. Une démarche design « mobilise des dispositions que nous avons tous naturellement, mais que nous avons tendance à sous-exploiter, comme l’intuition, l’intelligence émotionnelle ou le goût pour l’action ».
Les trois principales étapes à suivre pour faire évoluer l’offre aux usagers sont :
- l'inspiration, qui consiste à comprendre les besoins des usagers en les observant, en communiquant avec eux et en se documentant sur ce qui se fait ailleurs[13] ;
- l'idéation, qui vise à formuler les premières pistes d’action[12], lesquelles vont guider le projet et vont se concrétiser dans un prototype[13] ;
- l'itération, étape où le prototype conçu est testé avec l’aide des usagers afin de l’approcher le plus possible du résultat souhaité.